# Az év labdarúgója (FIFA)
Az év labdarúgója címet a FIFA 1991 és 2015 között minden évben annak a labdarúgónak ítélte oda, akit a nemzetközi labdarúgó életben részt vevő csapatok edzői és kapitányai szavazatai alapján az év legjobban teljesítő játékosának szavaznak meg. A címet egy férfi és egy nő is megkapta. A férfiak versenyében a 19 díjból nyolc alkalommal brazil labdarúgót díjaztak, a második legeredményesebb nemzet a francia. A díjazott játékosok számában Brazília öt labdarúgóval áll az első helyen, a két-két játékost felmutató Portugáliát és Olaszországot megelőzve. A legfiatalabb győztes a brazil Ronaldo volt, aki 1996-ban húsz évesen vehette át a díjast, míg legidősebben Fabio Cannavaro vehette át a győztesnek járó trófeát, ő 2006-ban 33 éves volt. Ronaldo és Zinédine Zidane háromszor végzett a szavazás első helyén, míg Ronaldo és Ronaldinho voltak azok a labdarúgók akik egymást követő két évben is diadalmaskodni tudtak az elismerés történetében.
2010-ben a szavazást összevonták a France Football Aranylabdájával, FIFA Aranylabda néven. 2016 óta a díjat ismét önállóan adja át a FIFA, de új formában Az év férfi labdarúgója és Az év női labdarúgója néven.
Nyolc női labdarúgót is díjaztak, három németet, három amerikait, egy brazilt és egy japánt. Marta 2006-ban húsz évesen nyerte el először az elismerést, majd még azt követően négyszer is őt választották az adott év legjobbjának. Birgit Prinz háromszor, Mia Hamm pedig kétszer egymás után is nyerni tudott. 2013-ban egyetlen kapusként a díj történetében a német Nadine Angerert díjazták, 35 évesen ő a legidősebb győztes.

## Kritériumok és szavazás
A győzteseket a nemzeti csapatok szövetségi kapitányai és csapatkapitányai, valamint a FIFA által meghívott nemzetközi média képviselői választották ki. Minden egyes szavazó három labdarúgót jelölhetett meg, az első öt, a második három, míg a harmadik egy pontot kapott. Ennek összessége adta meg a végeredményt. Sok kritika illette rendszer azon részét, hogy a szavazók csak a FIFA által előzőleg megadott listán szereplő labdarúgókra szavazhattak.

## Győztesek

### Férfi győztesek listája
| Év             | Helyezés       | Játékos            | Nemzetiség    | Klub                              | Poszt       |
| -------------- | -------------- | ------------------ | ------------- | --------------------------------- | ----------- |
| 2009 Részletek | 1.             | Lionel Messi       | Argentína     | Barcelona                         | csatár      |
| 2009 Részletek | 2.             | Cristiano Ronaldo  | Portugália    | Manchester United Real Madrid     | középpályás |
| 2009 Részletek | 3.             | Xavi               | Spanyolország | Barcelona                         | középpályás |
| 2008 Részletek | 1.             | Cristiano Ronaldo  | Portugália    | Manchester United                 | középpályás |
| 2008 Részletek | 2.             | Lionel Messi       | Argentína     | FC Barcelona                      | csatár      |
| 2008 Részletek | 3.             | Fernando Torres    | Spanyolország | Liverpool                         | csatár      |
| 2007 Részletek | 1.             | Kaká               | Brazília      | AC Milan                          | középpályás |
| 2007 Részletek | 2.             | Lionel Messi       | Argentína     | FC Barcelona                      | csatár      |
| 2007 Részletek | 3.             | Cristiano Ronaldo  | Portugália    | Manchester United                 | középpályás |
| 2006 Részletek | 1.             | Fabio Cannavaro    | Olaszország   | Real Madrid Juventus              | hátvéd      |
| 2006 Részletek | 2.             | Zinédine Zidane    | Franciaország | Real Madrid                       | középpályás |
| 2006 Részletek | 3.             | Ronaldinho         | Brazília      | FC Barcelona                      | középpályás |
| 2005 Részletek | 1.             | Ronaldinho         | Brazília      | FC Barcelona                      | középpályás |
| 2005 Részletek | 2.             | Frank Lampard      | Anglia        | Chelsea                           | középpályás |
| 2005 Részletek | 3.             | Samuel Eto’o       | Kamerun       | FC Barcelona                      | csatár      |
| 2004 Részletek | 1.             | Ronaldinho         | Brazília      | FC Barcelona                      | középpályás |
| 2004 Részletek | 2.             | Thierry Henry      | Franciaország | Arsenal                           | csatár      |
| 2004 Részletek | 3.             | Andrij Sevcsenko   | Ukrajna       | AC Milan                          | csatár      |
| 2003 Részletek | 1.             | Zinédine Zidane    | Franciaország | Real Madrid                       | középpályás |
| 2003 Részletek | 2.             | Thierry Henry      | Franciaország | Arsenal                           | csatár      |
| 2003 Részletek | 3.             | Ronaldo            | Brazília      | Real Madrid                       | csatár      |
| 2002 Részletek | 1.             | Ronaldo            | Brazília      | Real Madrid Internazionale        | csatár      |
| 2002 Részletek | 2.             | Oliver Kahn        | Németország   | Bayern München                    | kapus       |
| 2002 Részletek | 3.             | Zinédine Zidane    | Franciaország | Real Madrid                       | középpályás |
| 2001 Részletek | 1.             | Luís Figo          | Portugália    | Real Madrid                       | középpályás |
| 2001 Részletek | 2.             | David Beckham      | Anglia        | Manchester United                 | középpályás |
| 2001 Részletek | 3.             | Raúl               | Spanyolország | Real Madrid                       | csatár      |
| 2000 Részletek | 1.             | Zinédine Zidane    | Franciaország | Juventus                          | középpályás |
| 2000 Részletek | 2.             | Luís Figo          | Portugália    | FC Barcelona Real Madrid          | középpályás |
| 2000 Részletek | 3.             | Rivaldo            | Brazília      | FC Barcelona                      | középpályás |
| 1999 Részletek | 1.             | Rivaldo            | Brazília      | FC Barcelona                      | középpályás |
| 1999 Részletek | 2.             | David Beckham      | Anglia        | Manchester United                 | középpályás |
| 1999 Részletek | 3.             | Gabriel Batistuta  | Argentína     | Fiorentina                        | csatár      |
| 1998 Részletek | 1.             | Zinédine Zidane    | Franciaország | Juventus                          | középpályás |
| 1998 Részletek | 2.             | Ronaldo            | Brazília      | Internazionale                    | csatár      |
| 1998 Részletek | 3.             | Davor Šuker        | Horvátország  | Real Madrid                       | csatár      |
| 1997 Részletek | 1.             | Ronaldo            | Brazília      | Internazionale FC Barcelona       | csatár      |
| 1997 Részletek | 2.             | Roberto Carlos     | Brazília      | Real Madrid                       | hátvéd      |
| 1997 Részletek | 3. (döntetlen) | Dennis Bergkamp    | Hollandia     | Arsenal                           | csatár      |
| 1997 Részletek | 3. (döntetlen) | Zinédine Zidane    | Franciaország | Juventus                          | középpályás |
| 1996 Részletek | 1.             | Ronaldo            | Brazília      | FC Barcelona PSV Eindhoven        | csatár      |
| 1996 Részletek | 2.             | George Weah        | Libéria       | AC Milan                          | csatár      |
| 1996 Részletek | 3.             | Alan Shearer       | Anglia        | Newcastle United Blackburn Rovers | csatár      |
| 1995 Részletek | 1.             | George Weah        | Libéria       | AC Milan Paris Saint-Germain      | csatár      |
| 1995 Részletek | 2.             | Paolo Maldini      | Olaszország   | AC Milan                          | hátvéd      |
| 1995 Részletek | 3.             | Jürgen Klinsmann   | Németország   | Bayern München Tottenham Hotspur  | csatár      |
| 1994 Részletek | 1.             | Romário            | Brazília      | FC Barcelona                      | csatár      |
| 1994 Részletek | 2.             | Hriszto Sztoicskov | Bulgária      | FC Barcelona                      | csatár      |
| 1994 Részletek | 3.             | Roberto Baggio     | Olaszország   | Juventus                          | csatár      |
| 1993 Részletek | 1.             | Roberto Baggio     | Olaszország   | Juventus                          | csatár      |
| 1993 Részletek | 2.             | Romário            | Brazília      | FC Barcelona                      | csatár      |
| 1993 Részletek | 3.             | Dennis Bergkamp    | Hollandia     | Internazionale AFC Ajax           | csatár      |
| 1992 Részletek | 1.             | Marco van Basten   | Hollandia     | AC Milan                          | csatár      |
| 1992 Részletek | 2.             | Hriszto Sztoicskov | Bulgária      | FC Barcelona                      | csatár      |
| 1992 Részletek | 3.             | Thomas Häßler      | Németország   | AS Roma                           | középpályás |
| 1991 Részletek | 1.             | Lothar Matthäus    | Németország   | Internazionale                    | középpályás |
| 1991 Részletek | 2.             | Jean-Pierre Papin  | Franciaország | Olympique Marseille               | csatár      |
| 1991 Részletek | 3.             | Gary Lineker       | Anglia        | Tottenham Hotspur                 | csatár      |

#### Győzelem országok szerint
|    | Ország        | Első helyezés                                      | Második helyezés           | Harmadik helyezés     |
| -- | ------------- | -------------------------------------------------- | -------------------------- | --------------------- |
| 1  | Brazília      | 8 (1994, 1996, 1997, 1999, 2002, 2004, 2005, 2007) | 3 (1993, 1997,1998)        | 3 (2000, 2003, 2006)  |
| 2  | Franciaország | 3 (1998, 2000, 2003)                               | 4 (1991, 2003, 2004, 2006) | 3 (1997*, 2002, 2016) |
| 3  | Portugália    | 3 (2001, 2008, 2016)                               | 2 (2000, 2009)             | 1 (2007)              |
| 4  | Olaszország   | 2 (1993, 2006)                                     | 1 (1995)                   | 1 (1994)              |
| 5  | Argentína     | 1 (2009)                                           | 3 (2007, 2008, 2016)       | 1 (1999)              |
| 6  | Németország   | 1 (1991)                                           | 1 (2002)                   | 2 (1992, 1995)        |
| 7  | Libéria       | 1 (1995)                                           | 1 (1996)                   | 0                     |
| 8  | Hollandia     | 1 (1992)                                           | 0                          | 2 (1993, 1997*)       |
| 9  | Anglia        | 0                                                  | 3 (1999, 2001, 2005)       | 2 (1991, 1996)        |
| 10 | Bulgária      | 0                                                  | 2 (1992, 1994)             | 0                     |
| 11 | Horvátország  | 0                                                  | 0                          | 1 (1998)              |
| 12 | Spanyolország | 0                                                  | 0                          | 3 (2001, 2008, 2009)  |
| 13 | Ukrajna       | 0                                                  | 0                          | 1 (2004)              |
| 14 | Kamerun       | 0                                                  | 0                          | 1 (2005)              |

- * Döntetlen

### Női győztesek listája
| Év             | Helyezés | Játékos          | Nemzetiség       | Klub                   | Poszt       |
| -------------- | -------- | ---------------- | ---------------- | ---------------------- | ----------- |
| 2015 Részletek | 1.       | Carli Lloyd      | Egyesült Államok | Houston Dash           | középpályás |
| 2015 Részletek | 2.       | Célia Šašić      | Németország      | 1. FFC Frankfurt       | csatár      |
| 2015 Részletek | 3.       | Mijama Aja       | Japán            | Okayama Yunogo Belle   | középpályás |
| 2014 Részletek | 1.       | Nadine Keßler    | Németország      | VfL Wolfsburg          | középpályás |
| 2014 Részletek | 2.       | Marta            | Brazília         | FC Rosengård           | csatár      |
| 2014 Részletek | 3.       | Abby Wambach     | Egyesült Államok | Western New York Flash | csatár      |
| 2013 Részletek | 1.       | Nadine Angerer   | Németország      | Brisbane Roar          | kapus       |
| 2013 Részletek | 2.       | Abby Wambach     | Egyesült Államok | Western New York Flash | csatár      |
| 2013 Részletek | 3.       | Marta            | Brazília         | Tyresö FF              | csatár      |
| 2012 Részletek | 1.       | Abby Wambach     | Egyesült Államok | klub nélkül            | csatár      |
| 2012 Részletek | 2.       | Marta            | Brazília         | Tyresö FF              | csatár      |
| 2012 Részletek | 3.       | Alex Morgan      | Egyesült Államok | Seattle Sounders Women | csatár      |
| 2011 Részletek | 1.       | Szava Homare     | Japán            | INAC Kobe Leonessa     | középpályás |
| 2011 Részletek | 2.       | Marta            | Brazília         | Western New York Flash | csatár      |
| 2011 Részletek | 3.       | Abby Wambach     | Egyesült Államok | MagicJack              | csatár      |
| 2010 Részletek | 1.       | Marta            | Brazília         | Santos                 | csatár      |
| 2010 Részletek | 2.       | Birgit Prinz     | Németország      | 1. FFC Frankfurt       | csatár      |
| 2010 Részletek | 3.       | Fatmire Bajramaj | Németország      | 1. FFC Turbine Potsdam | középpályás |
| 2009 Részletek | 1.       | Marta            | Brazília         | Santos                 | csatár      |
| 2009 Részletek | 2.       | Birgit Prinz     | Németország      | 1. FFC Frankfurt       | csatár      |
| 2009 Részletek | 3.       | Kelly Smith      | Anglia           | Boston Breakers        | csatár      |
| 2008 Részletek | 1.       | Marta            | Brazília         | Umeå IK                | csatár      |
| 2008 Részletek | 2.       | Birgit Prinz     | Németország      | 1. FFC Frankfurt       | csatár      |
| 2008 Részletek | 3.       | Cristiane        | Brazília         | Linköping Corinthians  | csatár      |
| 2007 Részletek | 1.       | Marta            | Brazília         | Umeå IK                | csatár      |
| 2007 Részletek | 2.       | Birgit Prinz     | Németország      | 1. FFC Frankfurt       | csatár      |
| 2007 Részletek | 3.       | Cristiane        | Brazília         | VfL Wolfsburg          | csatár      |
| 2006 Részletek | 1.       | Marta            | Brazília         | Umeå IK                | középpályás |
| 2006 Részletek | 2.       | Kristine Lilly   | Egyesült Államok | KIF Örebro DFF         | középpályás |
| 2006 Részletek | 3.       | Renate Lingor    | Németország      | 1. FFC Frankfurt       | középpályás |
| 2005 Részletek | 1.       | Birgit Prinz     | Németország      | 1. FFC Frankfurt       | csatár      |
| 2005 Részletek | 2.       | Marta            | Brazília         | Umeå IK                | középpályás |
| 2005 Részletek | 3.       | Shannon Boxx     | Egyesült Államok |                        | középpályás |
| 2004 Részletek | 1.       | Birgit Prinz     | Németország      | 1. FFC Frankfurt       | csatár      |
| 2004 Részletek | 2.       | Mia Hamm         | Egyesült Államok | Washington Freedom     | csatár      |
| 2004 Részletek | 3.       | Marta            | Brazília         | Umeå IK                | középpályás |
| 2003 Részletek | 1.       | Birgit Prinz     | Németország      | 1. FFC Frankfurt       | csatár      |
| 2003 Részletek | 2.       | Mia Hamm         | Egyesült Államok | Washington Freedom     | csatár      |
| 2003 Részletek | 3.       | Hanna Ljungberg  | Svédország       | Umeå IK                | csatár      |
| 2002 Részletek | 1.       | Mia Hamm         | Egyesült Államok | Washington Freedom     | csatár      |
| 2002 Részletek | 2.       | Birgit Prinz     | Németország      | 1. FFC Frankfurt       | csatár      |
| 2002 Részletek | 3.       | Szun Ven         | Kína             | Atlanta Beat           | csatár      |
| 2001 Részletek | 1.       | Mia Hamm         | Egyesült Államok | Washington Freedom     | csatár      |
| 2001 Részletek | 2.       | Tiffeny Milbrett | Egyesült Államok | New York Power         | csatár      |
| 2001 Részletek | 3.       | Szun Ven         | Kína             | Atlanta Beat           | csatár      |

#### Győzelem országok szerint
|   | Ország           | Első helyezés                    | Második helyezés                       | Harmadik helyezés          |
| - | ---------------- | -------------------------------- | -------------------------------------- | -------------------------- |
| 1 | Németország      | 5 (2003, 2004, 2005, 2013, 2014) | 6 (2002, 2007, 2008, 2009, 2010, 2015) | 2 (2006, 2010)             |
| 2 | Brazília         | 5 (2006, 2007, 2008, 2009, 2010) | 4 (2005, 2011, 2012, 2014)             | 4 (2004, 2007, 2008, 2013) |
| 3 | Egyesült Államok | 4 (2001, 2002, 2012, 2015)       | 5 (2001, 2003, 2004, 2006, 2013)       | 4 (2005, 2011, 2012, 2014) |
| 4 | Japán            | 1 (2011)                         | 0                                      | 1 (2015)                   |
| 5 | Kína             | 0                                | 0                                      | 2 (2001, 2002)             |
| 6 | Anglia           | 0                                | 0                                      | 1 (2009)                   |
| 6 | Svédország       | 0                                | 0                                      | 1 (2003)                   |